# Azerspace-2
Azerspace-2, también conocido como Intelsat 38, es el segundo satélite de telecomunicaciones de Azerbaiyán, construido por Space Systems Loral con sede en Estados Unidos y administrado por Azercosmos.
El satélite se colocó en una órbita geoestacionaria por medio de un cohete Ariane 5 lanzado el 25 de septiembre de 2018.